# Fairy Creek (Firehole River)
Der Fairy Creek ist ein etwa 10 km langer, linker Nebenfluss des Firehole River im Nordwesten des US-Bundesstaates Wyoming. Er fließt auf seiner gesamten Länge durch den Yellowstone-Nationalpark.

## Verlauf
Der Fairy Creek entspringt nordwestlich des Biscuit Basin auf dem westlichen Hochplateau des Yellowstone-Nationalparks im nördlichsten Teton County auf einer Höhe von etwa 2480 m. Er fließt zunächst in nordöstliche Richtung, bevor er über die rund 70 m hohen Fairy Falls hinabfällt. Leicht mäandrierend fließt der Fairy Creek durch die Imperial Meadows und passiert mehrere Geysire und Thermalquellen, darunter Fairy Springs und Boulder Spring. Er erhält zwei unbenannte Zuflüsse und durchfließt das Untere Geysir-Becken, bevor er nach etwa 10 km nahe der Ojo Caliente Spring auf einer Höhe von 2189 m in den hier nach Nordwesten fließenden Firehole River mündet.

## Hydrologie
Der Fairy Creek ist als Nebenfluss des Firehole River Teil des Einzugsgebietes des Madison River, der über Missouri und Mississippi in den Golf von Mexiko entwässert. Das Einzugsgebiet des Fairy Creek grenzt an die Einzugsgebiete von Firehole River im Osten, Little Firehole River im Süden sowie Sentinel Creek im Westen und Nordwesten.

## Belege
1. ↑  Fairy Creek (Firehole River). In: Geographic Names Information System. United States Geological Survey, United States Department of the Interior (englisch).